# Brama Elbląska w Gdańsku
Brama Elbląska (niem. Werder Tor) – niezachowana brama miejska w Gdańsku. Znajdowała się na Knipawie. 

## Historia
Brama Elbląska położona była w ciągu dzisiejszej ul. Elbląskiej w rejonie skrzyżowania z ul. Głęboką. W XIV lub w XV wieku wzniesiono w tym miejscu drewnianą furtę na grobli biegnącej pomiędzy podmokłymi łąkami w kierunku Długich Ogrodów. Poprzedzona była najprawdopodobniej zwodzonym mostem nad rowem wodnym (obecny Opływ Motławy). W 1456 wzmiankowana jako Brama Skrajna (ad valvam extremam). Była wówczas wzmocniona przez basteję.
W XVI wieku brama została najprawdopodobniej przebudowana w związku z budową wałów chroniących Rudno. W XVII wieku miała formę niewielkiego budynku z kalenicowym dachem. Poprzedzona była rozlewiskiem zasilanym przez rowy odwadniające Olszynki. W okresie napoleońskim (Pierwsze Wolne Miasto Gdańsk) Francuzi ufortyfikowali przedpole bramy, budując kilka lunet, które tworzyły tak zwany Fort Desaix. Wzmocnienie bramy było istotne, ponieważ w jej okolicy znajdowały się urządzenia hydrotechniczne, mogące posłużyć obrońcom do zalania przedpola miasta na wypadek oblężenia. Najprawdopodobniej w latach 70. XIX wieku przejazd bramy został poszerzony i od tego czasu obiekt pełnił już wyłącznie funkcję miejskich rogatek. Rozebrana w 1912 roku. Na terenie kościoła przy ul. Głębokiej zachował się element płotu fortecznego.

## Kwestia nazwy
Niemiecka nazwa Werder Tor oznacza Bramę Żuławską. W ten sposób nazywana jest obecnie zachowana, położona nieopodal, XVII-wieczna Brama Żuławska, która była historycznie nazywana Bramą Długich Ogrodów. Nazwa Brama Elbląska jest natomiast ahistoryczna.